# 維諾赫拉迪夫卡 (阿爾齊茲市鎮)

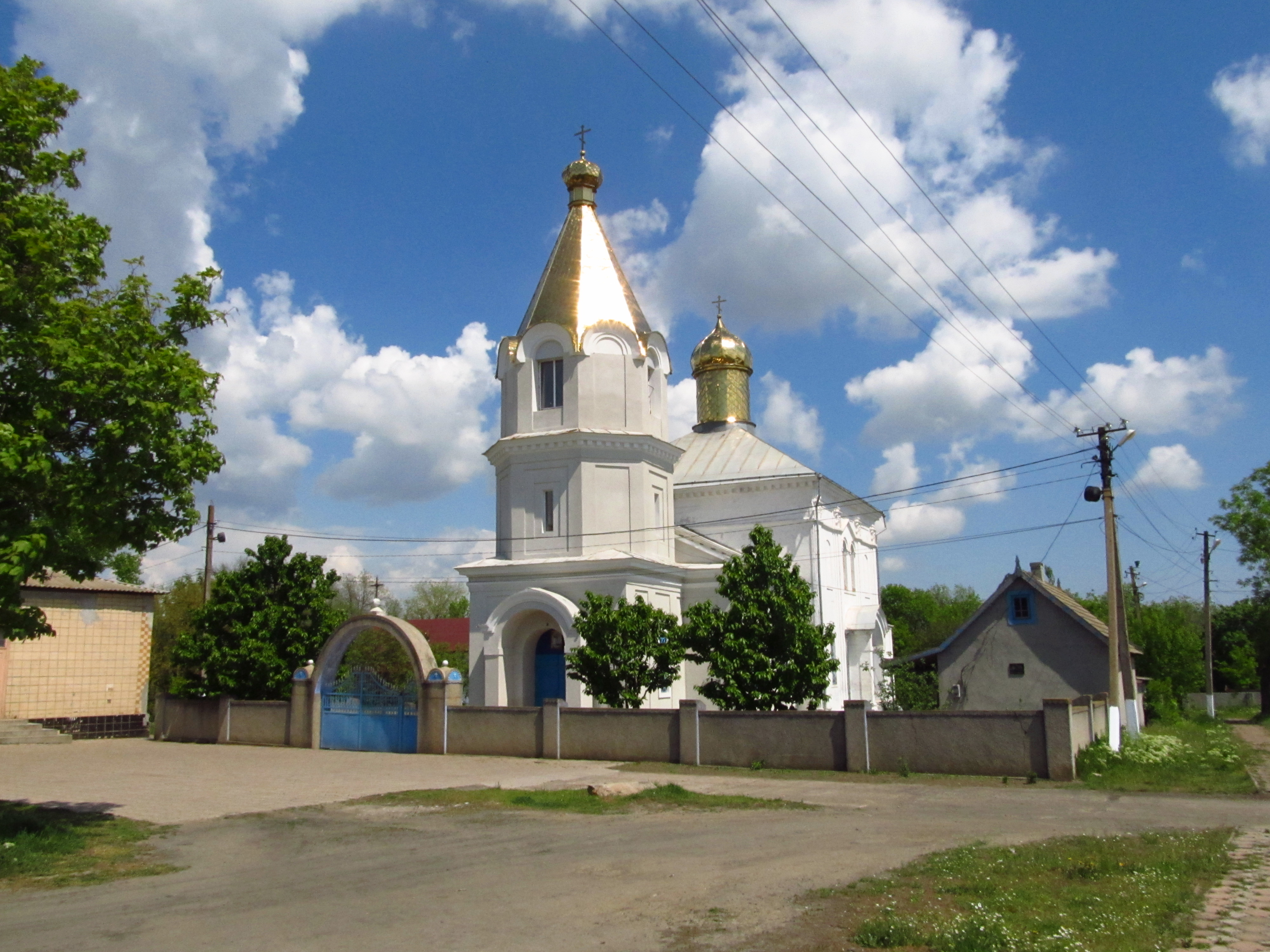

45°49′30″N 29°22′46″E / 45.82500°N 29.37944°E
維諾赫拉迪夫卡（烏克蘭語：Виноградівка）是位於烏克蘭西南部的村莊，由敖德萨州裡博爾赫拉德區的阿爾齊茲市鎮負責管轄。該村始建於1929年，面積4.21平方公里，海拔高度52米，2024年人口2,520，人口密度每平方公里785.27人。